# Andreas Skov Olsen
Andreas Skov Olsen (Hillerød, 29 de dezembro de 1999) é um futebolista dinamarquês que atua como meio-campo. Atualmente joga pelo Wolfsburg.

## Carreira no clube

### Nordsjælland
Foi relacionado pela primeira vez para a equipe principal em 17 de julho de 2017, onde ficou no banco durante todo o jogo contra o OB.
Olsen fez sua primeira partida pelo Nordsjælland en 23 de julho de 2017, aos 17 anos. Ele começou no banco, mas substituiu Emiliano Marcondes aos 95 minutos em uma vitória por 3–2 contra o Brøndby IF na Superliga dinamarquesa. Poucos dias depois, ele jogou 72 minutos em uma partida válida pela Copa da Dinamarca contra o time amador Vejgaard B, onde marcou e deu assistência para um gol.
Olsen foi oficialmente promovido ao time principal no verão de 2018. Terminou a temporada marcando 22 gols no campeonato.

### Bologna
Em 24 de julho de 2019, foi confirmado que Olsen havia deixado a Dinamarca após duas temporadas na Superliga dinamarquesa para ingressar no Bologna.

### Club Brugge
Em 28 de janeiro de 2022, o Bologna anunciou a transferência de Olsen para o Club Brugge da Bélgica, onde assinou um contrato de quatro anos e meio. Ele fez sua estreia em 2 de fevereiro em uma partida da Copa da Bélgica contra o Gent, saindo do banco no intervalo e dando a assistência decisiva para Charles De Ketelaere, garantindo uma vitória por 1–0. Em 17 de julho de 2022, Olsen marcou o gol da vitória do Brugge na Supercopa da Bélgica contra o Gent.

### Wolfsburg
Em 17 de janeiro de 2025, Skov Olsen ingressou no Wolfsburg, time da Bundesliga, por um contrato até o verão de 2029.

## Carreira internacional
Olsen foi convocado para a seleção principal da Dinamarca para as partidas da Liga das Nações da UEFA de 2020–21 contra a Bélgica e a Inglaterra em setembro de 2020. Ele fez sua estreia em 7 de outubro de 2020 em um amistoso contra as Ilhas Faroe e marcou um gol na vitória por 4–0.
Placares e resultados listam a contagem de gols da Dinamarca primeiro, a coluna de placar indica o placar após cada gol de Olsen.
| Nº. | Data                   | Local                                 | Adversário  | Placar | Resultado | Competição                                      |
| --- | ---------------------- | ------------------------------------- | ----------- | ------ | --------- | ----------------------------------------------- |
| 1   | 7 de outubro de 2020   | MCH Arena, Herning, Dinamarca         | Ilhas Faroé | 1–0    | 4–0       | Amistoso                                        |
| 2   | 31 de março de 2021    | Ernst-Happel-Stadion, Viena, Áustria  | Áustria     | 1–0    | 4–0       | Eliminatórias para a Copa do Mundo FIFA de 2022 |
| 3   | 31 de março de 2021    | Ernst-Happel-Stadion, Viena, Áustria  | Áustria     | 4–0    | 4–0       | Eliminatórias para a Copa do Mundo FIFA de 2022 |
| 4   | 7 de setembro de 2021  | Estádio Parken, Copenhagen, Dinamarca | Israel      | 3–0    | 5–0       | Eliminatórias para a Copa do Mundo FIFA de 2022 |
| 5   | 9 de outubro de 2021   | Estádio Zimbru, Chișinău, Moldávia    | Moldávia    | 1–0    | 4–0       | Eliminatórias para a Copa do Mundo FIFA de 2022 |
| 6   | 12 de novembro de 2021 | Estádio Parken, Copenhague, Dinamarca | Ilhas Faroé | 1–0    | 3–1       | Eliminatórias para a Copa do Mundo FIFA de 2022 |
| 7   | 13 de junho de 2022    | Estádio Parken, Copenhague, Dinamarca | Áustria     | 2–0    | 2–0       | Liga das Nações A da UEFA de 2022–23            |
| 8   | 25 de setembro de 2022 | Estádio Parken, Copenhague, Dinamarca | França      | 2–0    | 2–0       | Liga das Nações A da UEFA de 2022–23            |

## Títulos
Club Brugge
- Jupiler Pro League: 2021–22[10]
- Supercopa da Bélgica: 2022[11]